# Hiddestorf
Die Ortschaft Hiddestorf gehört zur Stadt Hemmingen in der niedersächsischen Region Hannover.

## Geschichte
Im Bereich von Hiddestorf gab es bereits in der Bronzezeit Siedlungsaktivitäten. Entsprechende Reste wurden 2008 bei Erschließungsarbeiten im Baugebiet am Wiesenweg entdeckt. 2012 fanden dort bei der Ausweitung des Baugebietes weitere Ausgrabungen statt. Bemerkenswert war die hohe Anzahl von 86 Brunnenanlagen. und die Entdeckung des Prunkgrabes von Hiddestorf als kleines Gräberfeld aus der Zeit der Merowinger.
Im Jahr 980 wurde Hiddestorf in einem Schenkungsregister des Klosters Corvey erstmals urkundlich erwähnt. Aufgrund von Flurbezeichnungen (Wiek: Feld) wird vermutet, dass Hiddestorf im 7.–9. Jahrhundert ein alter Handelsplatz gewesen ist.
Am 1. März 1974 wurde Hiddestorf in die neue Gemeinde Hemmingen eingegliedert.
In Hiddestorf existiert ein Thie. Das Wort Thie bedeutet „zeihen“ oder „bezichtigen“. Zeihen bedeutet anklagen, im Germanischen ist das Wort zeihen für anklagen zu thie geworden. Der Thie ist ein Gerichtsplatz.

## Politik

### Stadtrat und Bürgermeister
Hiddestorf wird auf kommunaler Ebene vom Rat der Stadt Hemmingen vertreten.

### Wappen
Der Entwurf des Wappens von Hiddestorf stammt von dem Heraldiker und Grafiker Alfred Brecht, der sämtliche Wappen in der Region Hannover erschaffen hat. Die Genehmigung des Wappens wurde am 18. Juni 1958 durch den Niedersächsischen Minister des Innern erteilt.
| Wappen von Hiddestorf | Blasonierung: „In Grün ein silberner, mit Kruzifix und Umschrift versehener Denkstein, begleitet von je zwei silbernen Kreuzsteinen.“ |
| Wappen von Hiddestorf | Wappenbegründung: Für das Wappen boten sich die von Sagen und Erzählungen umwobenen mittelalterlichen fünf Kreuz- und Denksteine an der Straße von Hiddestorf nach Pattensen, die vor Jahren wieder ausgegraben und an dem in einer alten Karte aus dem Jahre 1780 eingezeichneten Standort erneut aufgestellt wurden, als besonderes Merkmal des Ortes dem Rat der Gemeinde an, der beschloss, sie für alle Zeit zu sichern und sie auch in den gebührenden Rang im Gemeindewappen zu erheben. Im Mittelfeld des grünen Schildes liegt der mit einem Kruzifixus gezierte Denkstein, auf dem in dem umlaufenden Schriftband in gotischen Majuskeln die Jahreszahl MCCCXCV (1395) zu erkennen ist, begleitet links und rechts von je zwei gotischen Kreuzsteinen, alle Steine in Silber. Die Steine erhielten in jüngerer Zeit einen neuen Platz an der St.-Nikolai-Kirche. |

## Kultur und Sehenswürdigkeiten

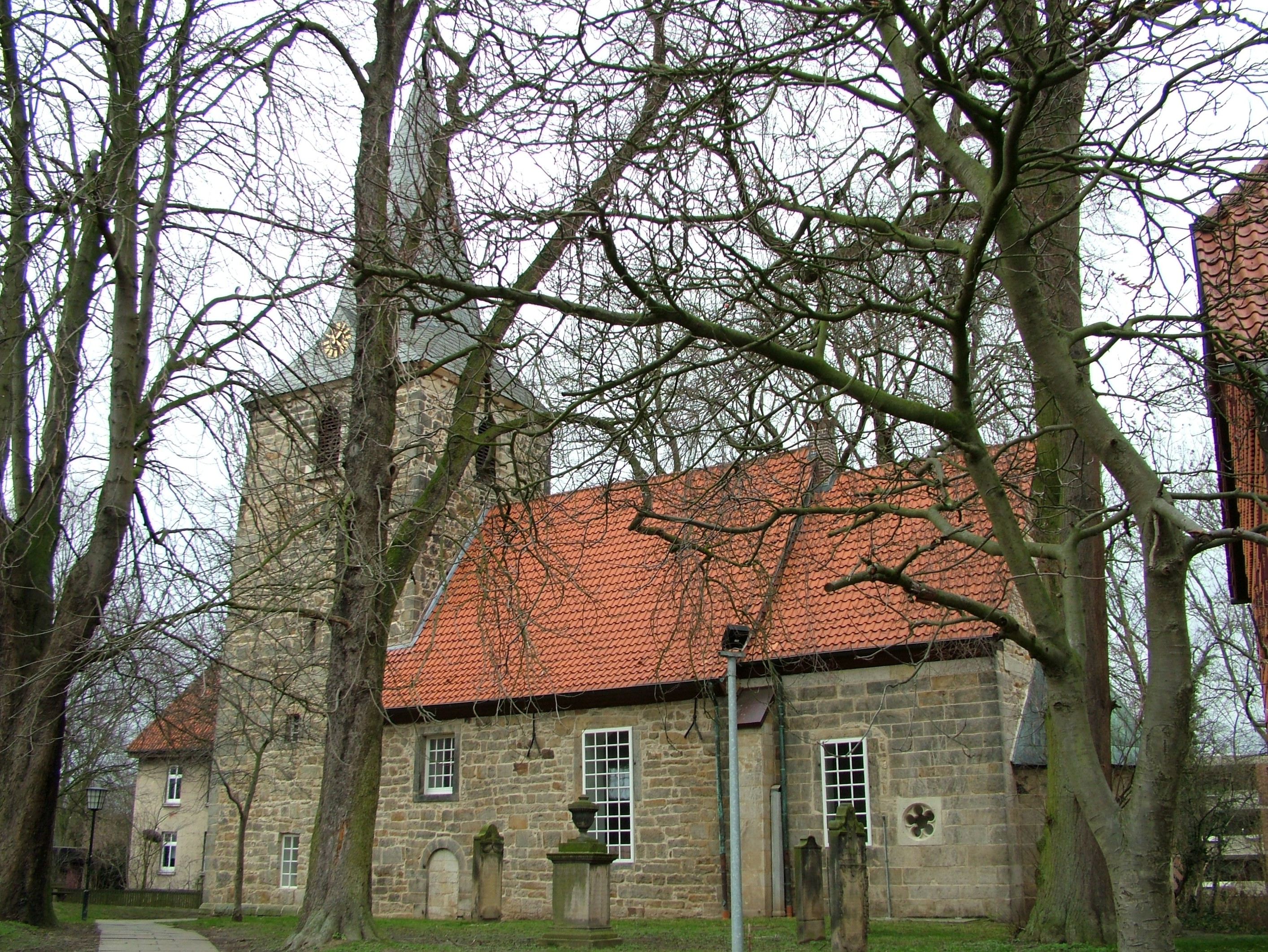
Nikolaikirche

### Bauwerke
- Nikolai-Kirche

### Grünflächen und Naherholung
- Naherholungsgebiet Bürgerholz

### Weiteres
- Gefallenen-Ehrenmal (Hiddestorf)

## Persönlichkeiten
- Louis Münkel (1810–1886), Lehrer und Schriftsteller